# Гашка, Игнас Ионович
Игнас Ионович Гашка (лит. Ignas Gaška; 2 октября 1891 — 6 апреля 1973) — литовский советский государственный и партийный деятель.
В 1927 году избран членом ЦК и Политбюро Компартии Литвы. С 1940 года — директор Государственного издательства в Литве. В советский период возглавлял Управление издательств и полиграфической промышленности, затем, с 1949 по 1959 год, был министром иностранных дел Литовской ССР. Член ЦК Компартии Литвы в 1949—1960 годах.